# Jean Durozier
Pour les articles homonymes, voir Durozier.
Scènes principales
Théâtre populaire d'Occitanie (TPO), Auch 
Comédie de la Mandoune, Montauban
Jean Durozier est un directeur de théâtre, metteur en scène et comédien français né le 8 janvier 1922 à Castillon-la-Bataille (Gironde) et mort le 24 novembre 2011 à Montauban, acteur de la décentralisation théâtrale en Midi-Pyrénées.

## Biographie
Enfant de la balle, Jean Durozier naît dans une famille de comédiens itinérants. Les Pacot, les Falk, les Durozier font tourner depuis le XIXe siècle leur théâtre ambulant dans tout le pays pendant cinq générations,. L'arrière grand-père est chef d'orchestre au Théâtre de Bayonne. Pendant la période parisienne, sa grand-mère crée le rôle de Tortillard dans Les Mystères de Paris au Théâtre de l'Ambigu-Comique et son grand-père joue la pantomime sur les places publiques. Formé au Conservatoire de Bordeaux il retrouve le théâtre ambulant de son grand-père pendant les vacances lors desquelles il joue le mélodrame (Le Bossu, Les Deux Orphelines…). Il rejoint rapidement Jean Vilar puis Jean-Louis Barrault à Paris.
En 1966 il crée à Auch le Théâtre populaire occitan (TPO), compagnie théâtrale associée à un cours d'art dramatique. Il présente les auteurs du répertoire classique et moderne (Aristophane, Shakespeare, Molière, Racine, Corneille, Anouilh, Camus, Sartre, Eugène Ionesco, Bertolt Brecht...) ou les œuvres moins connues du théâtre contemporain (La Corrida de Paul Larreya, Les Gens de la Belle d'Yves Heurté, Le Cycle du crabe de Gabriel Cousin...) au Théâtre municipal d'Auch, en tournée dans les petites villes, en milieu rural, dans les écoles et dans les festivals. Attaché à la diffusion la plus large du théâtre, il assure, au travers d'animations avec les comédiens de sa troupe, la formation des jeunes spectateurs en collaboration avec les enseignants des établissements scolaires de l'Académie de Toulouse. Il organise un festival annuel de théâtre sur le parvis de la cathédrale d'Auch où il monte des adaptations de grandes œuvres littéraires comme Les Trois Mousquetaires avec Michel Le Royer, Le Bossu avec Daniel Gélin, Notre Dame de Paris avec Robert Etcheverry puis à la Maison de Gascogne (L'Alouette, Caligula...) où il invite des compagnies de la région comme le Théâtre de feu (Mont-de-Marsan) de Jean-Manuel Florensa. Il anime avec le TPO le festival de théâtre de Lacapelle-Marival (Les Oiseaux d'Aristophane...). En 1973, il crée, sur les lieux de l'action du roman d'Eugène Le Roy à Montignac et dans les villages alentour de la forêt Barade en Périgord, une adaptation de Jacquou le Croquant sous la forme d'un feuilleton théâtral itinérant en six soirées associant les villageois aux comédiens de la compagnie,.

En 1979, Jean Durozier s'installe avec le TPO à Montauban où la compagnie adopte le nom de Comédie de la Mandoune et prend possession en 1997 d'une salle en périphérie à laquelle est donnée son nom : Le Local - Espace Jean Durozier et où son action se poursuit. Cette action est reconnue par le Ministère des Affaires culturelles qui alloue en 1983 au Théâtre populaire d'Occitanie de Jean Durozier une subvention de 130 000 francs au titre de la décentralisation dramatique. En 1989 il s'installe à Montricoux où il anime avec la Comédie de la Mandoune dès la saison suivante le festival annuel Les Fantaisies du château. À quatre-vingt-trois ans, il remonte sur les planches pour jouer lui-même Les Chaises de Ionesco. En juillet 2011 le Local ferme les portes derrière lesquelles Jean Durozier, découvreur de talents, a créé durant quinze ans les œuvres de jeunes auteurs comme Jean-Pierre Pelaez,. À sa mort, le dramaturge et metteur en scène François-Henri Soulié le décrit en ces termes : 

« Des dizaines de rôles que Jean Durozier habita sur les planches surgit, faute de pouvoir les évoquer tous, un Arnolphe dans L'École des femmes pétri d'une bouleversante humanité. Il y portait la passion amoureuse déçue au plus haut degré de son intensité dramatique. D'un acte à l'autre, tout l'éventail des sentiments se déployait en lui tandis qu'il offrait au public subjugué les nuances changeantes de l'âme humaine. »

Ses enfants Jacques Durozier, Jocelyne Durozier, Joël Durozier, Jean Dominique et Nicolas Durozier sont également comédiens, metteurs en scène ou techniciens du spectacle et nombre de ses élèves ou anciens comédiens comme Paul Chariéras, Dhelia Breda-Rudnik, Mathieu Buscatto ou François-Henri Soulié, mènent également une carrière théâtrale ou cinématographique.
En 2017, Vladimir Kozlov, régisseur du TPO, a réalisé un documentaire intitulé Ne laisse jamais la baraque ! sur Jean Durozier et son théâtre pour France 3 Occitanie.